# 森德岩
森德岩（英語：Scend Rocks）是南極洲的岩石，位於昂韋爾島西南岸，處於蘭布勒岩西南面2.8公里和奧特卡斯特群島西北面4.6公里，屬於帕默群島的一部分，由英國南極名稱諮詢委員會命名，現時由南極條約體系管理。